# Hypolytrum polystachyum
Hypolytrum polystachyum är en halvgräsart som beskrevs av Henri Chermezon. Hypolytrum polystachyum ingår i släktet Hypolytrum och familjen halvgräs. Inga underarter finns listade i Catalogue of Life.